# کولکس جنسنی
کولکس جنسنی (نام علمی: Culex jenseni)، یک گونه از پشه از تیره کولکس است. بومی صباح، بورنئو مالزی است. کولکس جنسنی در مرحله لاروی خود در پارچ گونه‌های گیاه‌پارچ به‌ویژه گیاه‌پارچ راجا رشد می‌کند. به این ترتیب، یک گیاه‌پارچ‌زی در نظر گرفته می‌شود.